# Róger Mejía
Róger Daniel Mejía Cortez (né le 30 avril 1984 à Managua au Nicaragua) est un joueur de football international nicaraguayen, qui évolue au poste de défenseur.

## Biographie

### Carrière en club
Róger Mejía joue en faveur de l'América Managua, du Walter Ferreti, et du Diriangén FC.

### Carrière en sélection
Róger Mejía reçoit cinq sélections en équipe du Nicaragua, sans inscrire de but, entre 2007 et 2010.
Il joue son premier match en équipe nationale le 8 février 2007, contre le Guatemala (défaite 1-0). Il reçoit sa dernière sélection le 4 septembre 2010, à nouveau contre le Guatemala (défaite 5-0).
Il participe avec l'équipe du Nicaragua à la Gold Cup 2009 organisée aux États-Unis.

## Palmarès
América Managua
- Coupe du Nicaragua :
  - Finaliste : 2005.